# دری دوریکا
دُری دوریکا (ایتالیایی: Dori Dorika؛ ‏ ۱ اکتبر ۱۹۱۳ – ۱ ژانویهٔ ۱۹۹۶) بازیگر اهل روسیه بود. او بیشتر طول عمر خود را در قاره سبز و در کشور ایتالیا سپری کرد و اکثر فیلم‌هایی که در آن نقش آفرینی کرد، ساخته کارگردان‌های ایتالیایی بوده‌است.
از فیلم‌ها یا برنامه‌های تلویزیونی که وی در آن نقش داشته‌است، می‌توان به سفید، قرمز و… و مرد هوسران اشاره کرد.